# Pachrodema piceola
Pachrodema piceola är en skalbaggsart som beskrevs av Moser 1918. Pachrodema piceola ingår i släktet Pachrodema och familjen Melolonthidae. Inga underarter finns listade i Catalogue of Life.